# New Riverdale
New Riverdale bezeichnet den Relaunch der Comic-Kernserien von Archie Comics, der im Juli 2015 begann.

## Geschichte
Im Dezember 2014 gab der Verlag bekannt, dass die Hauptreihe „Archie“ ab Juli 2015 mit einer neuen Nummer 1 und überarbeiteten Inhalten startet. Das Konzept wurde von Autor Mark Waid und Zeichnerin Fiona Staples entwickelt und präsentierte modernisierte, fortlaufende Handlungsstränge. Nach den ersten drei Heften kamen Annie Wu und später Veronica Fish als neue Künstlerinnen hinzu. Die Neuauflage wurde mehrfach ausgezeichnet, darunter IGN's „Best New Comic Series of 2015“.
Im Rahmen des Neustarts erschienen auch andere Serien: „Jughead“ (ab Oktober 2015), „Betty and Veronica“ (ab Juli 2016), „Josie and the Pussycats“ (ab September 2016) und „Reggie and Me“ (Dezember 2016, Miniserie). Sonderbände wurden an den „Free Comic Book Day“-Aktionen veröffentlicht.

## Serienübersicht (Auswahl)
- Archie (Band 2, Juli 2015 – Oktober 2020)
- Jughead (Oktober 2015 – Oktober 2017)
- Reggie and Me (Dezember 2016 – Mai 2017)
- Betty and Veronica (Band 4, Juli 2016 – Juni 2017)
- Josie and the Pussycats (Band 2, September 2016 – August 2017)
- The Archies (Oktober 2017 – 2018)

## Veröffentlichungen
Die meisten fortlaufenden Serien werden gesammelt als Sammelbände (Paperbacks/Hardcover) herausgegeben, wobei unter anderem auch Material für Neueinsteiger und Leser der Fernsehserie „Riverdale“ speziell aufbereitet wurde („Road to Riverdale“-Reihe).

## Bedeutung
Mit „New Riverdale“ schuf Archie Comics eine modernisierte Version des eigenen Comic-Universums, die stärker auf erwachsene Themen, längere Handlungsbögen und veränderten Zeichenstil setzt, parallel zur Entwicklung der TV-Serie „Riverdale“.